# Gunvalkyrie
Gunvalkyrie est un jeu vidéo de tir à la troisième personne développé par Smilebit et édité par Sega, sorti en 2002 sur Xbox.

## Accueil
- Famitsu : 32/40[1]